# (1346) Gotha
(1346) Gotha est un astéroïde de la ceinture principale découvert le 5 février 1929 par l'astronome allemand Karl Wilhelm Reinmuth. Sa désignation provisoire était 1929 CY.
L'astéroïde a été nommé en l'honneur de la ville de Gotha, en reconnaissance de son observatoire, l'observatoire de Seeberg.